# Eminia harmsiana
Eminia harmsiana är en ärtväxtart som beskrevs av De Wild. Eminia harmsiana ingår i släktet Eminia och familjen ärtväxter. Inga underarter finns listade i Catalogue of Life.